# コンピュータ歴史博物館

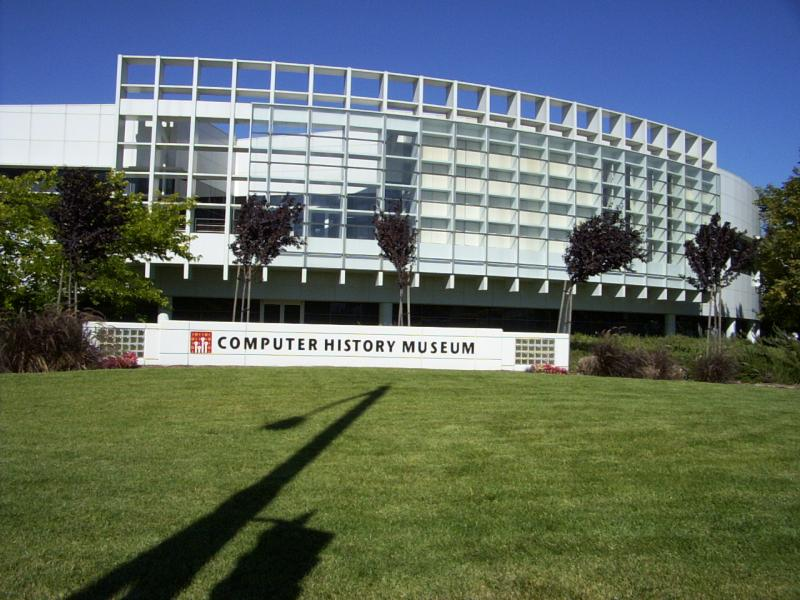
マウンテンビューのコンピュータ歴史博物館

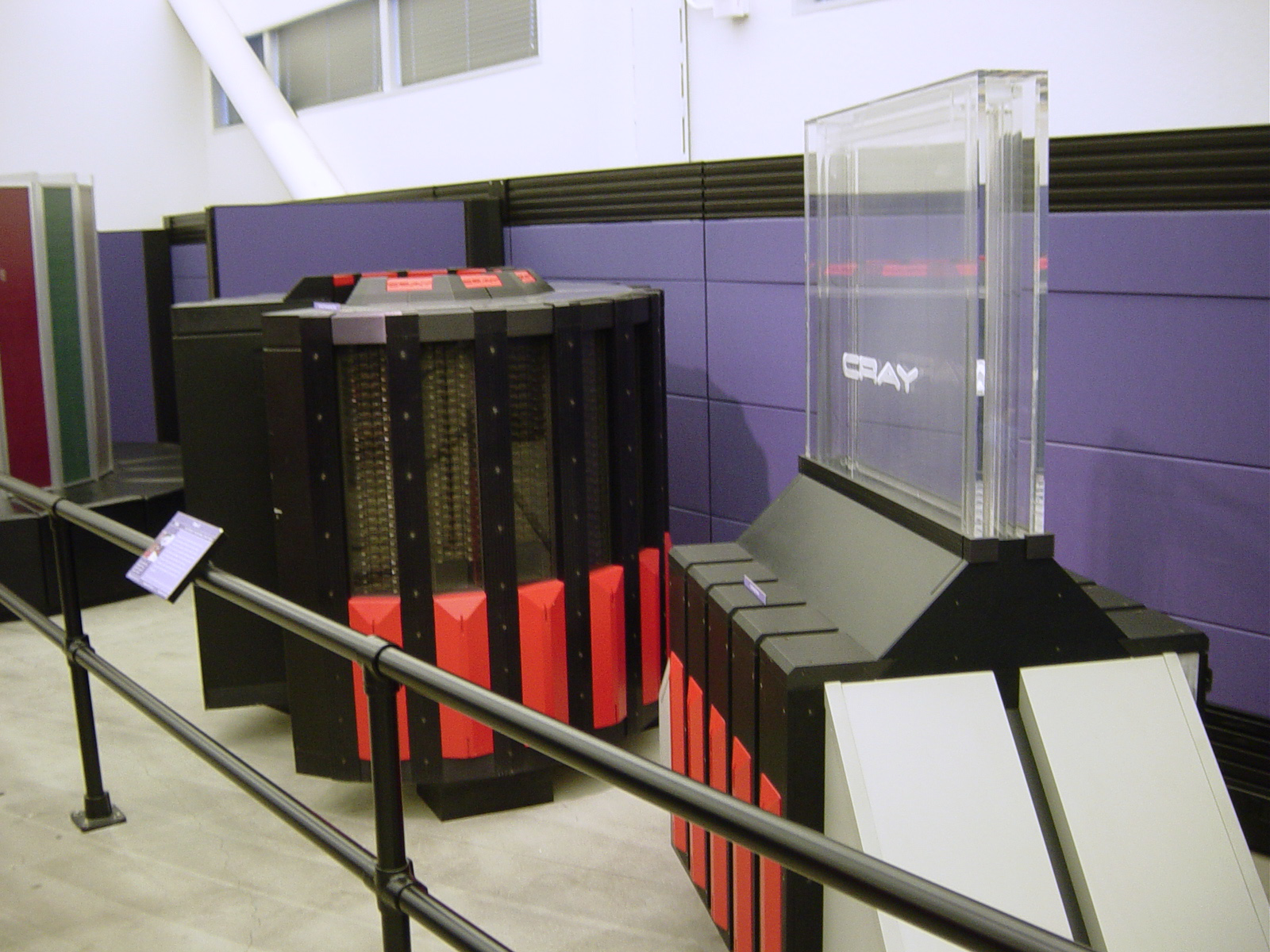
コンピュータ歴史博物館のCray-2スーパーコンピュータ

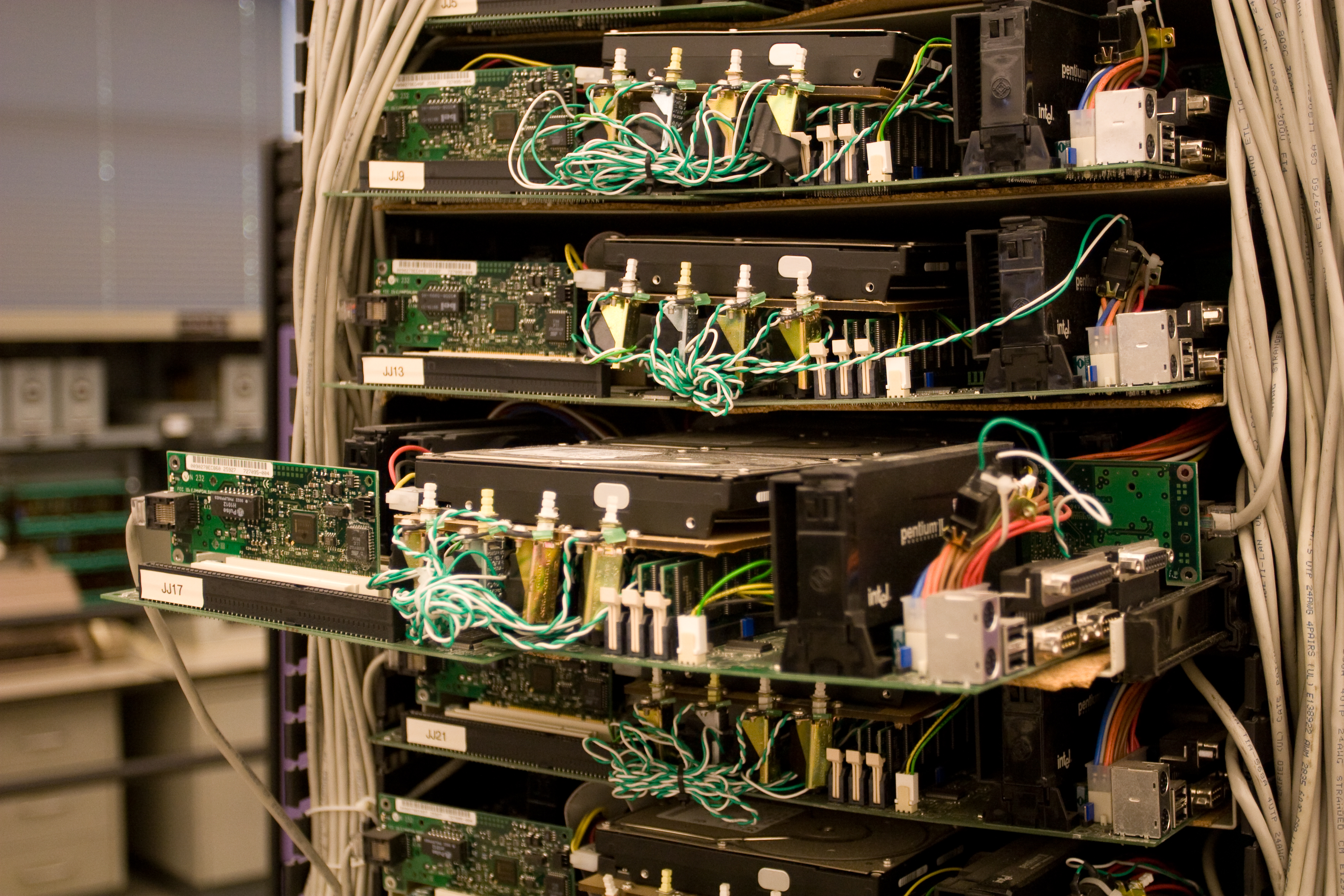
コンピュータ歴史博物館に展示されているGoogleのカスタムのサーバーラック

コンピュータ歴史博物館（Computer History Museum）は、アメリカ合衆国カリフォルニア州のマウンテンビューにある1996年設立の博物館である。

## 歴史
コンピュータ歴史博物館は元々、1996/1997年 コンピュータ博物館歴史センター（The Computer Museum History Center = TCMHC）として、モフェット連邦飛行場のNASA用地で始まった。 1999年にコンピュータ博物館 (ボストン)が閉鎖されて、翌年その収蔵品の一部はボストン科学博物館へ、その大部分がTCMHCへ送られてきた。
2001年に現在の名前に変わり、この情報時代のストーリーや制作物とその影響とを保存し展示する専門の施設として運営されている。以前のモフェット連邦飛行場では海軍基地の家具屋として使われていた古いビルに入居していたが、その後現在のビル（このビルは以前シリコングラフィックスのものだった）を取得し、そこに2003年に移転した。このビルはその後大規模な改築を経て、2011年1月に再オープンした。

## 現在
以前はメディア担当責任者だったJohn Hollarが、2008年7月からコンピュータ歴史博物館のCEOを務めている。博物館で展示されているものは、コンピュータの歴史の主要なマイルストーンに関する展示物、コンピュータチェスの歴史、シリコンバレーの企業や人々の発明品などである。チャールズ・バベッジが1840年代にデザインして、その後ロンドンの科学博物館が制作した階差機関も、2008年5月10日から2009年12月にかけて展示されている。
博物館の1,400m2にもなる「コンピュータの年表」（Timeline of Computing History）という展示は、この2000年間のコンピューティングの歴史をカバーする予定で、2009年末に公開される予定である。
コンピュータ歴史博物館は、世界最大級の重要なコレクションを所有している。多数のレアな物あるいは一点物が展示されており、そのなかにはCray-1スーパーコンピュータ、Cray-2、Cray-3、Cray-4のパーツ、ユタ・ティーポットの実物、1969年のニーマン・マーカスのキッチンコンピュータ、ヒューイット・クレーンの磁気論理回路のみからなるコンピュータ、Apple I、カスタマイズされたWebサーバが搭載されたGoogleの初期のサーバーラック、世界で最初のコインを入れて遊ぶビデオゲームの筐体などがある。
案内人や受付のボランティアグループに参加して、コンピュータ歴史博物館の活動を手伝うこともできる。活動には、定期的な展示品ツアー、レクチャー、コンピュータ歴史博物館フェロー賞、コンピュータの復旧、保存作業、そのほか特別イベントなどがある。営業時間内には、ボランティアがバベッジの階差機関を実際に動かしてみせている。

## フェロー
コンピュータ歴史博物館は、「世界を変えたアイディアを持ち、今日生きているほぼ全ての人間に影響を与えた」優れた人物を「フェロー」(CHM Fellows)として顕彰し、博物館内の"Hall of Fellows"（コンピュータの殿堂）に展示している。1987年に選出された最初のフェローはグレース・ホッパーだった。2024年現在で100人がフェローに選出されている。
- 1987年: グレース・ホッパー
- 1995年: ジェイ・フォレスター
- 1996年: ミッチ・ケイパー、ケン・オルセン
- 1997年: デニス・リッチー、ケン・トンプソン、ジョン・バッカス、スティーブ・ウォズニアック
- 1998年: ジーン・アムダール、ドナルド・クヌース、ゴードン・ムーア
- 1999年: アラン・ケイ、ジョン・マッカーシー、コンラート・ツーゼ
- 2000年: フランシス・E・アレン、ヴィントン・サーフ、トム・キルバーン
- 2001年: フレデリック・ブルックス、ジーン・E・サメット、モーリス・ウィルクス
- 2002年: チャールズ・ゲシキ、ジョン・ワーノック、ジョン・コック、カーバー・ミード
- 2003年: ティム・バーナーズ＝リー、デビッド・ホイーラー、ゴードン・ベル
- 2004年: エーリヒ・ブロッホ、ダン・ブリックリン、ボブ・O・エバンズ、ボブ・フランクストン、ニクラウス・ヴィルト
- 2005年: ポール・バラン、ダグラス・エンゲルバート、アラン・シュガート、アイバン・サザランド
- 2006年: アントニー・ホーア、ロバート・カーン、バトラー・ランプソン、マービン・ミンスキー
- 2007年: ジョン・ヘネシー、デイビッド・パターソン、モリス・チャン、チャック・サッカー
- 2008年: ジーン・バーティク、ロバート・メトカーフ、リーナス・トーバルズ
- 2009年: フェデリコ・ファジン、マーシャン・ホフ、スタンレー・メイザー、嶋正利、ドナルド・D・チェンバリン、ロバート・エヴァレット
- 2011年: ホイットフィールド・ディフィー、マーティン・ヘルマン、ラルフ・マークル、ビル・ジョイ
- 2012年: フェルナンド・J・コルバト、エドワード・ファイゲンバウム、スティーブ・ファーバー、ソフィー・ウィルソン
- 2013年: エドウィン・キャットマル、ハリー・ハスキー、ロバート・テイラー
- 2014年: リン・コンウェイ、ジョン・クロウフォード、アーウィン・M・ジェイコブス
- 2015年: ビャーネ・ストロヴストルップ、チャールズ・バックマン、イヴリン・ベレジン
- 2016年: デヴィッド・カトラー、リー・フェルゼンスタイン、フィル・ムーアビー
- 2017年: アラン・クーパー、マーガレット・ハミルトン、ローレンス・ロバーツ、クリーブ・モラー
- 2018年: ドブ・フローマン、スティーブ・シャーリー、グイド・ヴァンロッサム
- 2019年: ジェームズ・ゴスリン、キャサリン・ジョンソン、レスリー・ランポート、ルイ・プザン
- 2021年: レイ・オジー、ラジ・レディ、リリアン・シュワルツ、アンドリーズ・ヴァン・ダム
- 2022年: ドナルド・ビッツァー、ダン・インガルス、アデル・ゴールドバーグ、レナード・クラインロック[9]
- 2023年: ロドニー・ブルックス、トーマス・E・カーツ、バーバラ・リスコフ
- 2024年: アラン・アルコーン、ノーラン・ブッシュネル、エリザベス・J・フェインラー、ジェンスン・フアン、スティーブ・メイヤー

## コンピュータ歴史博物館のそのほかの写真

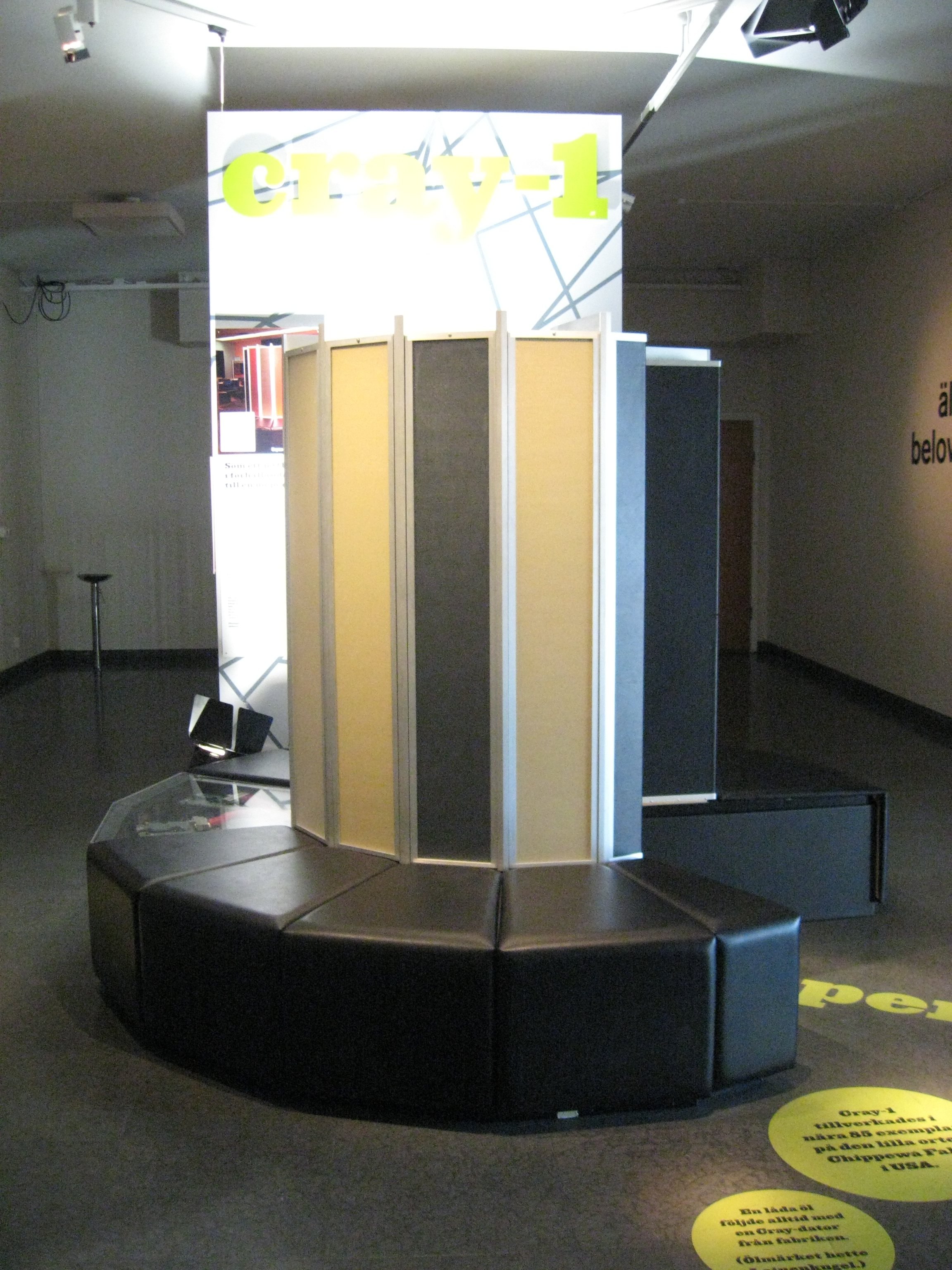
展示室近くのCray-1
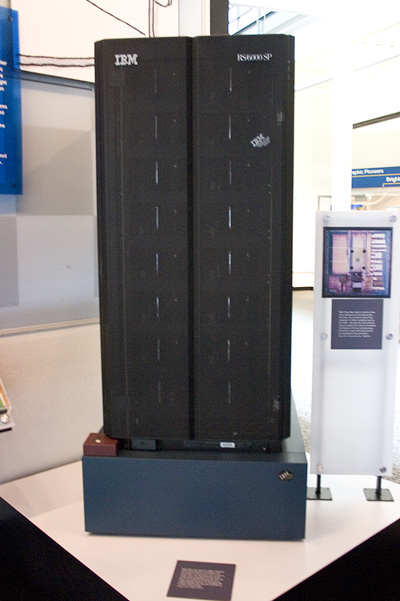
ディープ・ブルーの一部

## 参照項目
- コンピュータ博物館（Computer museum、世界のコンピュータ博物館）